# 킬링 플로어 2
킬링 플로어 2(Killing Floor 2)는 트립와이어 인터랙티브가 개발하고 배급한 1인칭 슈팅 비디오 게임이다. 훗날 세이버 인터랙티브에 의해 지원을 받게 된다. 2009년 게임 킬링 플로어의 후속작이다. 얼리 액세스 버전의 게임이 2015년 4월 마이크로소프트 윈도우용으로 출시되었고 윈도우와 플레이스테이션 4용으로 2016년 11월, 엑스박스 원용으로 2017년 8월에 출시되었다. 이 게임은 에픽게임즈의 언리얼 엔진 3를 이용한다.

## 평가
| 평론 점수 평론사 점수 PC PS4 엑스박스 원 디스트럭토이드 9/10 [ 1 ] 게임 인포머 7.75/10 [ 2 ] 게임 레볼루션 [ 3 ] 게임스팟 8/10 [ 4 ] IGN 8/10 [ 5 ] PC 게이머 (US) 81/100 [ 6 ] 통합 점수 메타크리틱 75/100 [ 7 ] 75/100 [ 8 ] 79/100 [ 9 ] |        |         |             |
| 평론 점수 |        |         |             |
| 평론사 | 점수   | 점수    | 점수        |
| 평론사 | PC     | PS4     | 엑스박스 원 |
| 디스트럭토이드 | 9/10   |         |             |
| 게임 인포머 |        | 7.75/10 |             |
| 게임 레볼루션 |        | [ 3 ]   |             |
| 게임스팟 |        | 8/10    |             |
| IGN |        | 8/10    |             |
| PC 게이머 (US) | 81/100 |         |             |
| 통합 점수 |        |         |             |
| 메타크리틱 | 75/100 | 75/100  | 79/100      |